# Shuto Yamamoto
Shuto Yamamoto (n. 1 iunie 1985, Morioka, Japonia) este un fotbalist japonez.
Yamamoto a debutat la echipa națională a Japoniei în anul 2017.

## Statistici
| Japonia | Japonia | Japonia |
| An      | Meciuri | Goluri  |
| ------- | ------- | ------- |
| 2017    | 1       | 0       |
| Total   | 1       | 0       |